# Hradiště na Písku

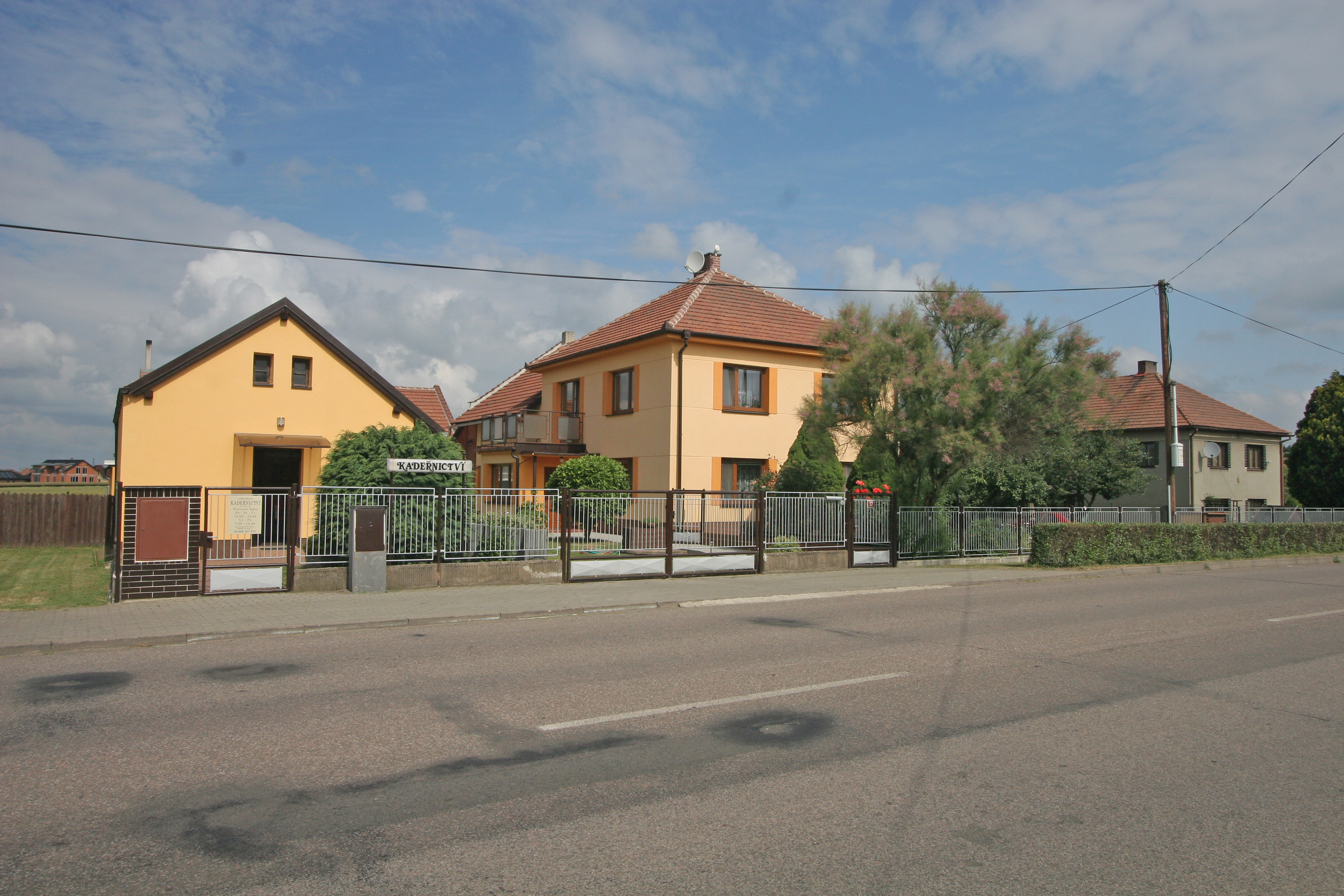
Häuser an der Dorfstraße

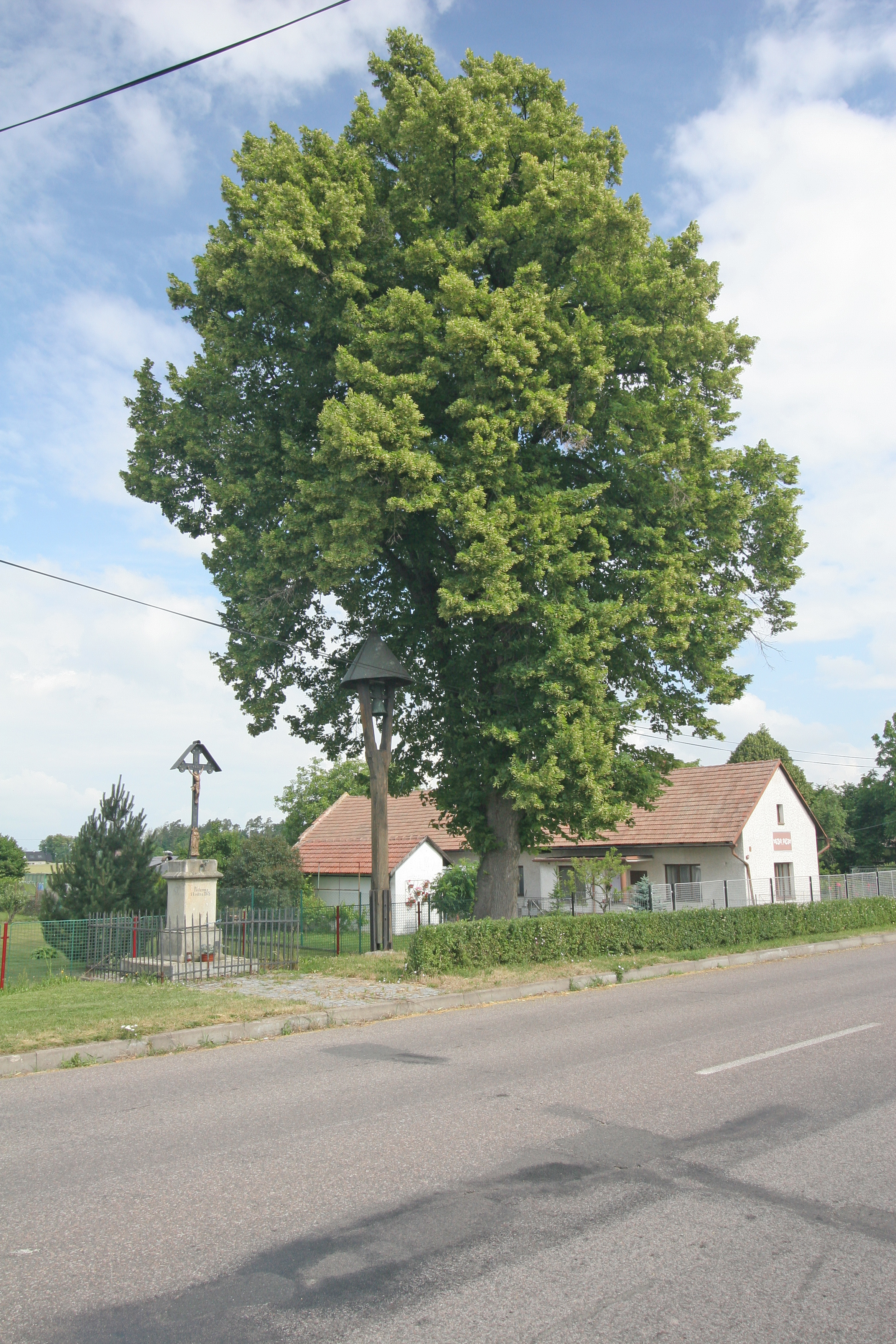
Kreuz und Glockenbaum

Hradiště na Písku (deutsch Sanddorf) ist ein Ortsteil der Gemeinde Staré Hradiště in Tschechien. Er liegt fünf Kilometer nördlich des Stadtzentrums von Pardubice und gehört zum Okres Pardubice.

## Geographie
Das Straßendorf Hradiště na Písku befindet sich auf einer Anhöhe in der Pardubická kotlina (Pardubitzer Becken). Durch den Ort führt die Staatsstraße II/324 zwischen Pardubice und Opatovice nad Labem. Gegen Norden erstreckt sich der Kunietitzer Wald (Kunětický les). Östlich erhebt sich die markante Kunětická hora (307 m n.m.) mit der gleichnamigen Burg.
Nachbarorte sind Hrobický Dvůr und Hrobice im Norden, Na Sibiři und Němčice im Nordosten, Kunětice im Osten, Ráby und Brozany im Südosten, Psinek und Staré Hradiště im Süden, Ohrazenice und Doubravice im Südwesten, Pohránov im Westen sowie Srch im Nordwesten.

## Geschichte
Im Zuge der Raabisation wurden seit den 1770er Jahren in der Kameralherrschaft Pardubitz auf emphyteutisierten Teichstätten und Meierhofsfluren zahlreiche neue Dörfer angelegt. Im Zuge der 1778 begonnenen Parzellierung des Meierhofs Hradischt entstanden die Dörfer Sanddorf und Neu-Hradischt.
Sanddorf bzw. Písek entstand auf der Gemarkung Brozany als doppelte Häuserzeile bei einem guten Brunnen an der Königgrätzer Straße und wurde 1780 erstmals urkundlich erwähnt. Seinen Namen erhielt das Dorf von den sandigen Böden. Nach einem großen Blutvergießen während der Franzosenkriege erhielt der Brunnen den Namen Červená studánka.
Im Jahre 1835 bestand das im Chrudimer Kreis an der Königgrätzer Chaussee gelegene Dominikaldorf Sanddorf bzw. Pjsek, auch Na Pjsku genannt, aus 19 Häusern, in denen 130 Personen lebten. Haupterwerbsquelle bildete die Arbeit im Steinbruch am Kunietitzer Berg. Pfarrort war Kunietitz. Bis zur Mitte des 19. Jahrhunderts blieb Sanddorf der k.k. Kameralherrschaft Pardubitz untertänig.
Nach der Aufhebung der Patrimonialherrschaften bildete Písek ab 1849 einen Ortsteil der Gemeinde Brozany im Gerichtsbezirk Pardubitz. Ab 1868 gehörte das Dorf zum politischen Bezirk Pardubitz. 1869 hatte Písek 193 Einwohner und bestand aus 21 Häusern. Seit dem Ende des 19. Jahrhunderts wurde das Dorf als Hradišť na Písku bezeichnet, der heutige Name Hradiště na Písku wird seit dem Anfang des 20. Jahrhunderts verwendet. Im Jahre 1900 lebten in dem Dorf 167 Menschen, 1910 waren es 143. 1930 hatte Hradiště na Písku 131 Einwohner. Im Jahre 1949 wurde Hradiště na Písku dem Okres Pardubice-okolí zugeordnet, seit 1960 gehört das Dorf wieder zum Okres Pardubice. 1961 erfolgte die Eingemeindung nach Staré Hradiště. Beim Zensus von 2001 lebten in den 49 Häusern von Hradiště na Písku 141 Personen.

## Ortsgliederung
Der Ortsteil Hradiště na Písku ist Teil des Katastralbezirkes Brozany nad Labem.

## Sehenswürdigkeiten
- Gusseisernes Kreuz, errichtet 1878
- Glockenbaum